# کوه‌های کارپات
کوه‌های کارپات (به انگلیسی: Carpathian Mountains) رشته‌کوه‌هایی به شکل کمان با طول تقریبی ۱۵۰۰ کیلومتر در میان اروپای مرکزی و جنوبی و سومین رشته‌کوه طولانی در اروپا پس از رشته‌کوه‌های اورال به طول ۲٬۵۰۰ کیلومتر (۱٬۵۵۳ مایل) و اسکاندیناوی به طول ۱٬۷۰۰ کیلومتر (۱٬۰۵۶ مایل) هستند. این کوهها محل سکونت بزرگ‌ترین جمعیت‌های خرس قهوه‌ای، گرگ، شوکا و سیاه‌گوش، با بالاترین تراکم در رومانی هستند و نیز یک‌سوم همهٔ گونه‌های گیاهی اروپا را شامل می‌شوند. تاترا بلندترین رشته‌کوهِ این کوه‌ها است. در منابع رومی بخش باختری این کوهستان را کوهستان سرمتی (سرمَتیکی مونتِس) می‌خواندند و دیگری را کارپاتِس. نخستین یادکرد از آن در کتاب نامدار جغرافیای بطلمیوس، جغرافی‌دان و تاریخ‌نگار نامور یونانی-اسکندرانی است.

## نامگذاری
نام این رشته کوه را بیشتر دانشمندان امروزی از تباری به نام کارپی از نژاد داسی (سکاهای باختری) و ایرانی‌تبار، ساکن شرق و شمال شرق دریای سیاه، تا دشت ترانسیلوانیای امروزی در رومانی و مولداوی کنونی می‌دانند.

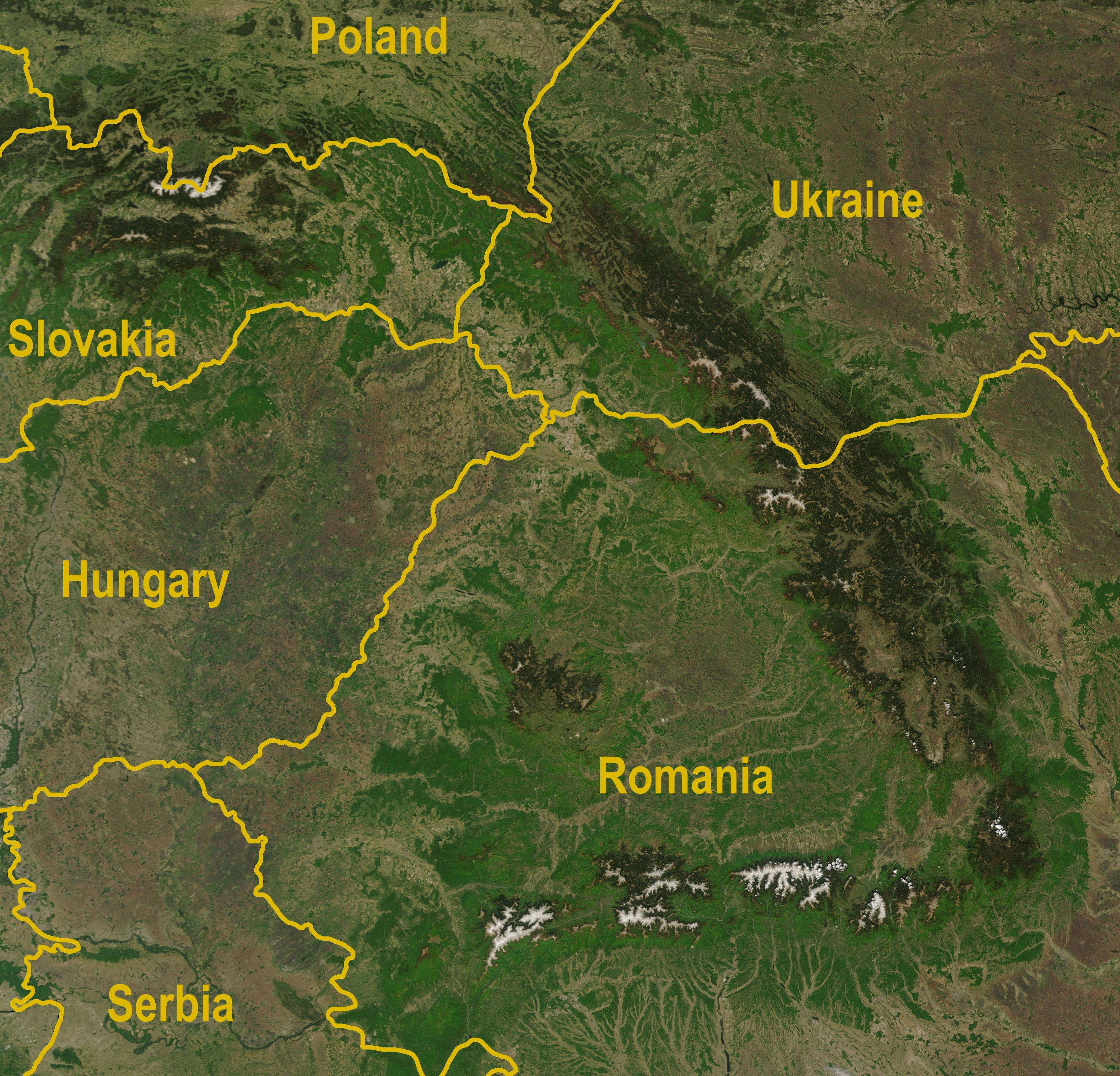
عکس ماهواره‌ای
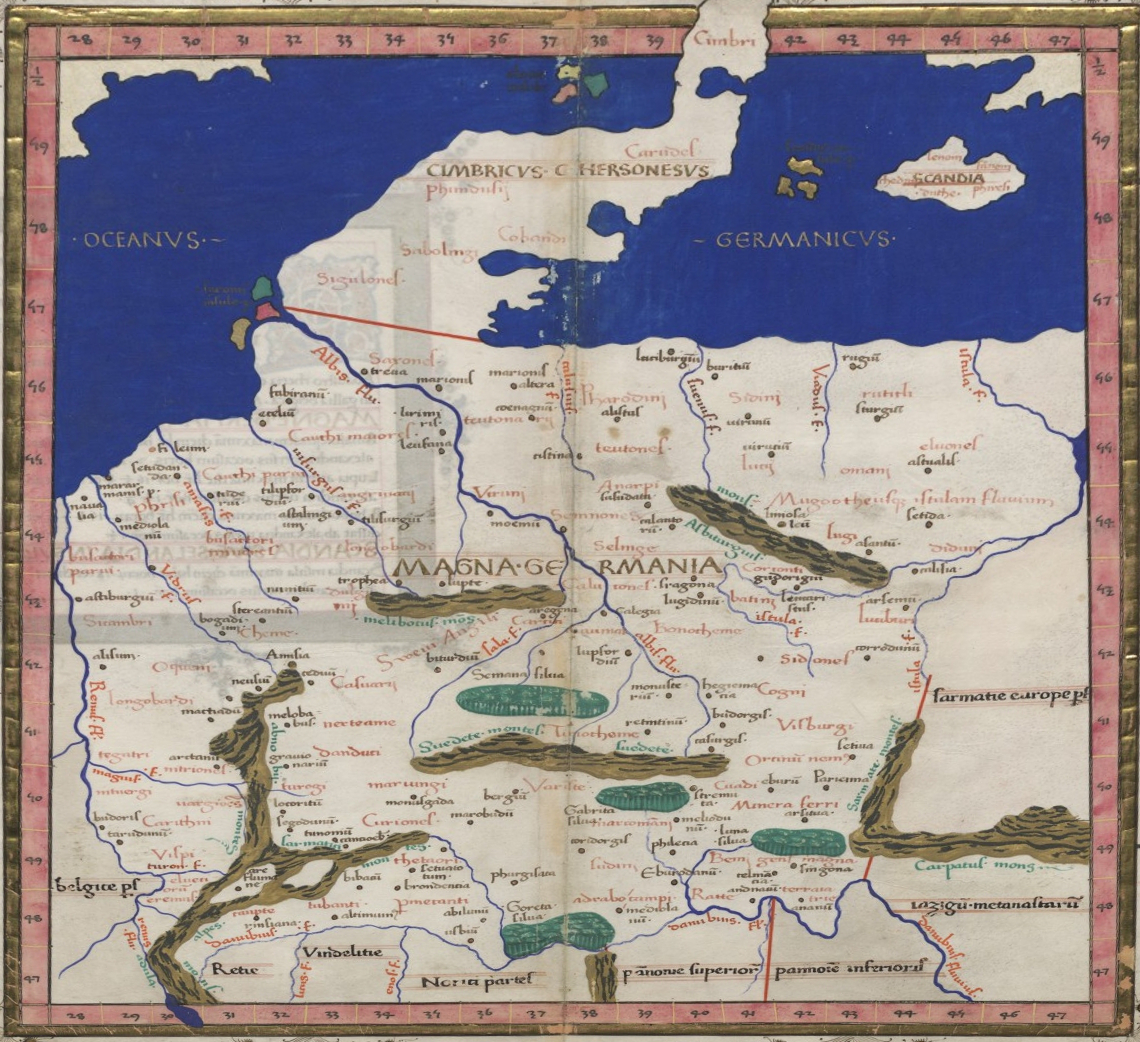
در جغرافیای بطلمیوس نام بخش پیشین شمالی-جنوبی رشته کوه کارپات، کوهستان سرمت و نام بخش شرقی-غربی، کارپات آمده است. سرزمین سلمستان اروپایی نیز در اینجا نگاشته شده است.